# Norm McFarlane
Pour les articles homonymes, voir McFarlane.
Norman Norm McFarlane (né à Apohaqui dans le Nouveau-Brunswick) est un homme d'affaires et un homme politique canadien.

## Biographie
Pendant 40 ans, McFarlane travaille pour la Royal Insurance (en) basée à Saint-Jean. Il prend sa retraite en 1993.
En 1999, il est élu à l'Assemblée législative du Nouveau-Brunswick en tant que député de la circonscription électorale provinciale de Saint-Jean-Lancaster. La même année, il devient Ministre du Travail du Nouveau-Brunswick. En 2000, il est également nommé Ministre de la Formation et du Perfectionnement Professionnel (Training and Employment Development).
Il est battu en 2003 par Abel Leblanc et quitte donc ses fonctions.
Il est élu le 10 mai 2004 en tant que 64e maire de la cité de Saint-Jean, jusqu'en 2008.